# Łopieniczka
Łopieniczka (do 1949 roku Mühlen Bach) – potok, lewostronny dopływ Czerwonej o długości 11,11 km i powierzchni zlewni 16,33 km².
Potok płynie na Pobrzeżu Koszalińskim, w powiecie kołobrzeskim. Uchodzi do Czerwonej ok. 0,3 km na północny wschód od wsi Łopienica.
Nazwę Łopieniczka wprowadzono urzędowo w 1949 roku, zastępując poprzednią niemiecką nazwę Mühlen Bach.